# Emma Dmochowska
Emma Dmochowska z Jeleńskich herbu Korczak II, ps. Elian (ur. 29 lutego 1864 w Komarowiczach w powiecie mozyrskim na Polesiu, zm. 24 stycznia 1919 w Wilnie) – polska dramatopisarka, powieściopisarka i działaczka oświatowa.
Od 1890 organizatorka kursów dla nauczycieli. Pracowała w redakcji pisma „Zorza Wileńska” i „Jutrzenka”. Wydawała pismo „Unia” podczas I wojny światowej. Założyła Związek Patriotyczny Polek.
W swojej twórczości literackiej omawiała problemy obyczajowe i społeczne, przywiązanie do ziemi ojczystej, tradycje szlacheckie. Jej utwory przełożono na niemiecki, czeski i rosyjski.
Była członkinią wileńskiego Towarzystwa Oświaty Narodowej.
Wszystkie jej utwory objęte były w 1951 roku zapisem cenzury w Polsce, podlegały natychmiastowemu wycofaniu z bibliotek.

## Twórczość
- 1899: Panienka, powieść nagrodzona w konkursie „Kuriera Codziennego”[4][5]
- 1903: Dwór w Haliniszkach[6][7]
- 1903: Z miłości[8]
- 1903: Kalwarya pod Wilnem[9]
- 1904 - Syn (dramat)
- 1907 - Obrączka[10]
- 1908 - Bociany (tom nowel)[11]
- 1909 - Kobieto, puchu marny...[12]
- 1911 - Jubileusz i inne nowele (tom nowel)[13]
- 1912 - Krzywda (dramat)
- 1913 - Trzy pokolenia[14]
- 1914 - Jak odłamana gałąź[15]
- 1922 - Matka[16]